# Gutleut
Gutleut wurden im Mittelalter die Leprakranken, die Aussätzigen, genannt, weil man glaubte, dass ihre Not den Wohltätern Möglichkeiten gibt, sich durch gute Werke den Himmel zu verdienen. Wegen der hohen Ansteckungsgefahr wurden sie zwangsweise „ausgesetzt“. Ihnen blieb nur die Wahl, fortzugehen oder in einem Gutleuthaus (Gutleutehaus, Kottenhaus, Siechenhaus, Leprosorium) außerhalb der Ortschaft zu leben. 
In Frankfurt am Main gibt es den Gutleuthof, das 
Gutleutviertel, die Gutleutkirche und die Gutleutstraße, in Speyer die Gutleutwiesen, in Bad Bergzabern die Straße Gutleuthohl. In Freiburg gibt es eine Gutleutstraße und ein Wohngebiet, das nach den Weiden um das Freiburger Gutleuthaus Gutleutmatten benannt wurde.